# Maria José Ragué Arias
Maria Josep Ragué Arias (Barcelona, 26 de juliol de 1941- 18 de juny de 2019) fou una investigadora, crítica cultural, especialista en la contracultura catalana dels anys setanta, assagista, autora teatral, periodista i professora universitària.
Doctora en Filologia Hispànica, llicenciada en Ciències Econòmiques i en Ciències de la Informació, també va estudiar a l'Institut del Teatre. Va destacar com a experta en la contracultura amb volums d'assaig influents com California Trip (1971) i Hablan las Women's Lib (1972), després d'una estada a Berkeley, Califòrnia, entre 1968 i 1970. Molt activa en el moviment feminista dels anys 1970, fou una de les fundadores del Partit Feminista de Catalunya, i més endavant va ser pionera en la introducció de perspectives feministes en l'estudi i la crítica dels teatres català i hispànic.

## Biografia

#### Formació i joventut
Tot i mostrar interès per l'àmbit humanístic des de molt jove, l'extensa formació de María José Ragué Arias té un inici atípic: cursa Ciències Econòmiques. Aquesta opció constitueix una estratègia per introduir-se a la universitat després d'haver estudiat peritatge mercantil, ja que no havia pogut fer el batxillerat a causa d'una greu malaltia, la poliomielitis. A mesura que regularitzi la trajectòria formativa, realitzarà diverses carreres que l'acostaran als seus interessos i en especial al teatre, amb una formació a l'Institut del Teatre sota el mestratge d'Alberto Miralles, que destaca com a molt influent. A la primera joventut també es va formar en estudis de piano i en francès, amb el títol de professora de francès per a estrangers que va facilitar-li una estada becada a París durant un mes.
Tanmateix, l'experiència de joventut que marca la trajectòria de Ragué Arias i li proporciona els elements per esdevenir una figura cabdal de la contracultura i el teatre de l'època és l'estada que realitza a Berkeley, Califòrnia (EUA), entre 1968 i 1970. Allà hi arriba després dels estudis d'Economia i de casar-se amb el seu primer marit, l'escriptor Lluís Racionero Grau – un casament al qual, segons explica, va accedir per complir amb les convencions del moment--. En un moviment certament atípic a l'època, la parella es dissol de mutu acord durant l'estada als EUA però acorden tenir un fill en comú, Alexis, que neix a Barcelona l'any 1971.
L'etapa estatunidenca coincideix amb la Segona Onada Feminista nord-americana, amb el moviment hippie i amb un període molt actiu del teatre independent. El contacte amb alguns dels principals moviments alternatius de l'època constitueix una experiència crucial, gràcies a la qual Ragué Arias comença a forjar-se coma feminista i com a crítica teatral, amb nombrosos articles enviats a La Vanguardia i a revistes com Yorick i Destino. A més, aprofita l'estada per realitzar entrevistes a diverses personalitats de l'època. A la tornada a la Barcelona del tardofranquisme, aquesta experiència la situa a l'avantguarda dels seus contemporanis.

#### Activitat assagista, feminista i creativa
A la tornada aprofita les entrevistes i publica també California trip (1971), que esdevé una bíblia de la contracultura i que la mateixa autora qualifica com la seva obra més important. També escriu La liberación de la mujer (1973) i l'antologia d'articles del moviment feminista Hablan las women's lib (1972). Estudia Literatura Espanyola i més endavant cursa estudis de Periodisme. A inicis dels anys 1970 comença a treballar a l'Editorial Salvat per a la col·lecció "Grandes temas", que encapçalava cada monogràfic amb una entrevista a una personalitat experta. Gràcies a aquesta feina, Ragué viatja als Estats Units per entrevistar personalitats com Noam Chomksy, Herbert Marcuse, Paul Samuelson i Marshall McLuhan. També entrevista Claude Lévi-Strauss a París. En aquest context coneix a la seva parella definitiva, Jesús Moll, amb qui es casarà l'any 1990.
L'activitat de Ragué Arias en aquesta època és polifacètica i comprèn també un intens activisme feminista que incorpora els aprenentatges de Berkeley: així, esdevé una de les primeres dones en crear un Grup d'Autoconsciència Feminista, en la línia dels consciousness-raising groups nord-americans. A més, és cofundadora i membre del Col·lectiu Feminista de Barcelona, germen del Partit Feminista d'Espanya, presidit Lidia Falcón, des de l'inici de la seva activitat el 1975 fins al 1983.
Els anys 1980 són també l'inici d'una relació molt fructífera entre els dos dels grans interessos de Ragué: el feminisme i el teatre. Segons explica ella mateixa, comença a treballar sobre les relacions entre dones, teatre i feminisme a principis de la dècada, quan el Club Dona de Barcelona li demana que imparteixi una xerrada sobre teatre i dones. En aquest àmbit destaca l'activisme en pro de les dones de teatre, amb l'impuls, al costat de Neus Aguado, del Premi Lisístrata a la millor aportació feminista del Festival Internacional del Teatre de Sitges, la col·laboració amb l'Associació Teatre-Dona, creada per Maria Lluïsa Oliveda, i, en el marc d'aquesta darrera, la dinamització el premi Cassandra al millor text teatral d'autoria femenina de l'Estat Espanyol. També s'han d'entendre en aquesta línia les obres teatrals Clitemnestra (1986), Crits de gavines (1990) i I Nora obrí la porta, escrita amb Armonía Rodríguez i Isabel Clara-Simó (1990). A més a més, l'any 1982 participa com a dramaturga i ajudant de direcció en l'espectacle Dones i Catalunya, que dirigí Ricard Salvat.
A aquesta producció tan diversa cal afegir-hi el recull de narracions I tornarà a florir la mimosa (1983) i la traducció d'Annie Wobbler, d'Arnold Wesker, que li mereix l'accèssit del premi Nacional Josep Maria de Sagarra de Traducció l'any 1988.

#### Trajectòria acadèmica
El 1986, Ragué obté el títol de doctorat a la Universitat de Barcelona, amb una tesi dirigida per Ricard Salvat sobre els mites femenins grecs en el teatre espanyol del segle xx, que posteriorment genera diverses publicacions, com Els personatges femenins de la tragèdia grega en el teatre català del segle XX (1989), Los personajes y temas de la tragedia griega en el teatro gallego contemporáneo (1991) i Lo que fue Troya: los mitos griegos en el teatro español actual (1992). Ragué, per tant, té una entrada tardana a la carrera investigadora, que, juntament amb les experiències de joventut, podria explicar el seu punt de vista crític pioner i heterodox, que tal vegada no hauria desenvolupat si hagués seguit la via universitària a l'ús. El 1990, guanya la plaça de titular d'Història de les Arts Escèniques a la Universitat de Barcelona, on exerceix com a professora fins a la jubilació, en paral·lel a la seva activitat com a assagista i com a crítica teatral. Col·labora en revistes de teatre com Yorick, Primer Acto, ADE, Hamlet, Assaig de teatre i Artez, i es fa càrrec de la crítica teatral de Destino, Diario 16, El Independiente i El Mundo.

## Obra

#### California tripi les publicacions californianes
Tot i que la crítica teatral de Ragué esdevé coneguda sobretot en les darreres dècades del segle, cal buscar-ne una de les fonts en els anys de Berkeley i també en una estada breu que durant aquella època realitza a Nova York. En aquest context, Ragué segueix de ben a prop el teatre alternatiu. El seu testimoniatge entusiasta arriba a l'Estat espanyol en forma d'articles que publica a La Vanguardia, Destino  i Yorick. Entre altres textos de l'època cal destacar el dossier «Teatre Radical USA», escrit íntegrament per Ragué i que es publica l'any 1969 a la revista Yorick, editada per Gonzalo Pérez d'Olaguer. El dossier constitueix un document pioner que retrata els grans grups independents de l'època, com The Living Theatre, The Open Theatre, el Performance Group o el Teatro Campesino, i assenyala les tendències més punteres: els estils de vida comunitaris, les transformacions en la relació amb el públic, la vocació social del nou teatre, els actors no professionals i les lluites de caràcter polític, com l'antiracisme.

A la tornada, les seves primeres publicacions, com les dedicades al feminisme, recullen l'experiència adquirida als Estats Units. D'entre totes destaca California trip, que Pepe Ribas designa com "la biblia de la contracultura española aunque no esté nada reconocido". Per a Ribas, ho era
Porque explicaba todo lo que formó parte de la contracultura sin pelos en la lengua: el feminismo, la universidad, la policía, el rock, Woodstock, los beats, el cataclismo mental y moral que supuso la bomba nuclear, los panteras negras, Ferlinghetti, Ginsberg... todo de un modo muy transparente y directo. Era un libro muy poco ideológico y muy práctico; muy amplio y muy concreto al mismo tiempo, lleno de hechos y acción.

#### Dones i Catalunya
Ragué Arias va tenir un rol protagonista en una de les iniciatives escèniques feministes més destacades del segle XX català: l'espectacle col·lectiu Dones i Catalunya, estrenat per la companyia Adrià Gual el 1982 al Festival de Teatre d'Olite, a Navarra, i interpretat després al II Festival Internacional de Teatre d'Atenes i, el 1983, al teatre de l'Institut Français de Barcelona. Ragué hi va participar en tant que dramaturga i també com a directora adjunta.
L'origen de l'espectacle és l'encàrrec de Nikos Armaos a Ricard Salvat perquè participi al Festival de Teatre d'Atenes, dedicat en la seva segona edició a “L'expressió de les dones”. Salvat explica que decideix acceptar l'encàrrec després d'haver assistit a l'estrena de la pel·lícula La plaça del Diamant i d'haver observat com un públic majoritàriament femení i d'edat avançada rebia el film amb emoció còmplice: "Em vaig adonar que Mercè Rodoreda havia fet una cosa molt intel·ligent, sociològicament decisiva. […] Em vaig adonar que Mercè Rodoreda recuperava totes aquelles dones per a la història, per a la nostra història, per a la història de Catalunya". Salvat convoca Lidia Falcón, Marisa Híjar, Marta Pessarrodona, Maria José Ragué Arias, Carme Riera i Isabel-Clara Simó per tal de recollir diverses expressions femenines entorn de la història catalana. Aquestes autores escriuen cinc peces breus situades en moments diversos de la història catalana recent i tractant experiències de dones diverses —tant burgeses com treballadores.
Ragué escriu juntament amb Marisa Híjar la cinquena part de l'obra, formada per dos monòlegs protagonitzats respectivament per Carlota, una intel·lectual divorciada i mare de dos fills, i Inés, migrant del sud d'Espanya que treballa per a la primera com a cuidadora i dona de la neteja. El text de Ragué es titula "Carlota: la solitud" i plasma les tribulacions d'una protagonista que es veu obligada a conjugar la maternitat amb diverses feines intel·lectuals però precàries, alhora que fa front als homes que se n'aprofiten i a un divorci decantat en contra seva a causa dels prejudicis contra la llibertat sexual de les dones.

#### Obra creativa
Ragué Arias publica el conjunt de la seva obra creativa, fonamentalment dramàtica, al llarg dels anys 1980 i fins al 1990. En conjunt, es tracta d'una obra que privilegia els protagonismes femenins, de vegades reescrivint mites clàssics o grans personatges del repertori teatral, i d'altres explorant les experiències que caracteritzen la vida de les dones contemporànies. En molts casos, es fa palesa la intenció d'aplicar les conviccions feministes que defensa en l'àmbit teòric: de fet, segons Beth Escudé, entre dramaturgues de la mateixa generació, Ragué és qui cultiva de manera més explícita un teatre lligat a l'experiència femenina i la denúncia de les opressions que viuen les dones.
A excepció d'algunes lectures dramatitzades, l'obra teatral de Ragué no arriba a representar-se als escenaris i en bona part roman inèdita –és possible consultar alguns manuscrits seus a l'arxiu de l'Institut del Teatre.

#### Aportacions crítiques sobre dona i teatre
Ragué s'inicia en l'estudi del teatre amb perspectiva de gènere amb l'interès per la influència del teatre clàssic grec en el teatre català i hispànic, així com l'anàlisi dels personatges femenins del teatre clàssic. Aquesta és la matèria de la tesi doctoral, Los personajes femeninos de la tragedia griega en el teatro del siglo XX en España, i dels volums subsegüents. Aquestes investigacions permeten constatar, per exemple, l'exigu espai que ocupa l'autoria femenina en el corpus de teatre català, amb ben pocs noms femenins com Maria Novell, Carmen Resino o Lourdes Ortiz. Aquesta primera línia d'interès permet fer una revisió del cànon, majoritàriament masculí, i conclou que la capacitat d'innovació d'aquestes obres des del punt de vista de gènere és limitada: "la utilización del mito no implica una utilización de los personajes femeninos que suponga una alteración del arquetipo femenino ni una propuesta de valores alternativos al orden patriarcal".

## Publicacions destacades
- California Trip (1971)
- Hablan las Women's Lib (1972)
- La liberación de la mujer (1973)
- Los movimientos pop (1974)
- Proceso a la familia española (1979)
- Els personatges femenins de la tragèdia grega en el teatre català del segle XX (1989)
- Lo que fue Troya: los mitos griegos en el teatro español actual (1992)
- Dona i teatre: ara i aquí (1994)
- El teatro de fin de milenio en España: de 1975 hasta hoy (1996)
- ¿Nuevas dramaturgias? Los autores de fin de siglo en Cataluña, Valencia y Baleares (2000)

També és l'autora de les obres teatrals Clitemnestra (1986) i Crits de gavines (1990). I també I Nora obrí la porta, amb Armonía Rodríguez i Isabel Clara-Simó (1990). I del recull de narracions I tornarà a florir la mimosa (1983).

## Llegat
Després de la seva mort l'any 2019, s'impulsen diversos actes d'homenatge per part dels àmbits acadèmic i teatral.
El mateix any 2019, s'institueix un nou premi especial dins dels Premis de la Crítica de les Arts Escèniques, que organitza la plataforma Recomana: el Premi Maria José Ragué. Aquest guardó, en línia amb el doble compromís escènic i feminista de l'autora, busca "destacar el treball de les dones que lluiten tenaçment per obrir-se camí i/o consolidar trajectòria en la creació de les arts escèniques des de postulats feministes". Des de la seva creació s'ha atorgat a les persones i agrupacions següents: el Projecte VACA (2019), agrupació de dones de teatre; NUS Cooperativa (2020), organització de teatre social amb perspectiva feminista; la companyia Q-Ars Teatre (2021), fundada per les actrius Mercè Anglès i Anna Güell; el Projecte Artístic Comunitari de l’Antic Teatre (2022), que lidera Marta Galán i s'adreça sobretot a dones grans del barri; la dona de teatre i activista cultural Araceli Bruch (2023); i Ada Vilaró, en tant que directora del festival Escena Poblenou (2024).
Del 23 al 25 de setembre de 2020, la Universidad de La Laguna organitza el I Congreso de Investigación teatral “La creación femenina en el siglo XXI. Homenaje a María José Ragué-Arias”, dirigit pel professor Carlos Brito Díaz, que se celebra virtualment a causa de les restriccions per la pandèmia de COVID-19. Del congrés es deriva un número temàtic de la Revista de Filología de la Universidad de La Laguna, consagrat a l'autoria femenina teatral en l'àmbit hispànic i que recull les aportacions de Ragué Arias a la "Introducció", firmada per Carlos Brito Díaz i Alejandro Coello Hernández, i a l'article "María José Ragué Arias, pionera en el estudio del teatro contemporáneo hispánico y catalán con perspectiva de género", d'Adriana Nicolau Jiménez.
Dos anys més tard, l'onze de maig de 2022, la Universitat de Barcelona, alma mater de Ragué Arias, organitza una trobada per homenatjar tant les múltiples facetes intel·lectuals de l'autora com la seva figura personal. Hi intervenen, entre d'altres, Alexis Racionero Ragué, fill seu, el dramaturg Manuel Molins, l'activista i dona de teatre Araceli Bruch, la crítica de teatre Iolanda García Madariaga i el professor d'arts escèniques Enric Ciurans.